# NGC 1724
NGC 1724 (również OCL 405) – grupa gwiazd znajdująca się w gwiazdozbiorze Woźnicy, przez niektóre źródła klasyfikowana jako gromada otwarta, przez inne uznawana za asteryzm. Nie ma także zgody w źródłach, które gwiazdy traktować za należące do grupy – podawane wartości rozmiaru kątowego NGC 1724 mieszczą się w przedziale od 1,0' do 16,0'. Grupę tę odkrył George Rümker 30 kwietnia 1864 roku. Znajduje się ona w odległości ok. 4,7 tys. lat świetlnych od Słońca oraz 32,1 tys. lat świetlnych od centrum Galaktyki.